# Shame and Scandal

Shame and Scandal est une chanson populaire de Trinidad, devenue un classique du calypso, du ska et du reggae.

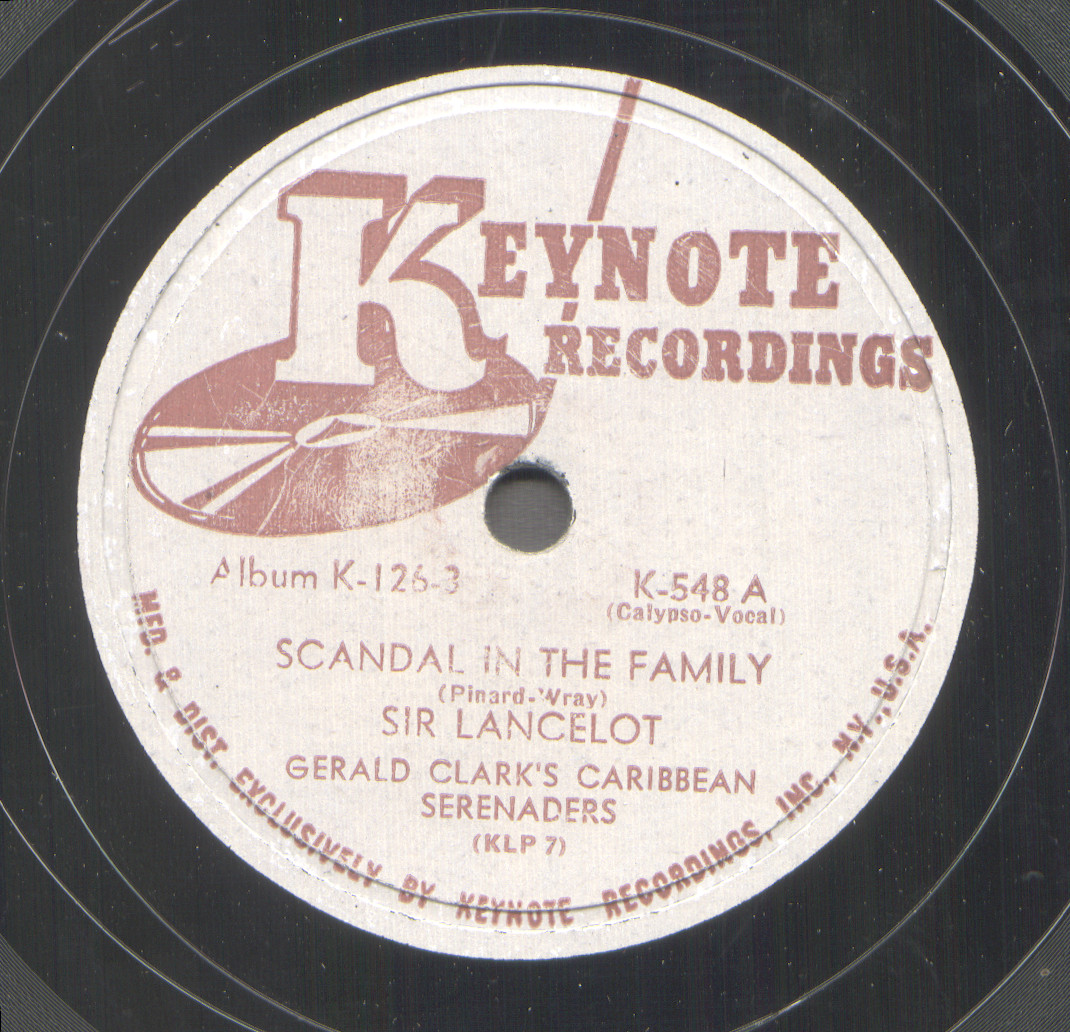

Écrite en 1943 par Sir Lancelot pour le film Vaudou (I Walked with a Zombie) de Jacques Tourneur, elle était d'abord intitulée Shame and Scandal in the Family.
Elle fut reprise et adaptée par de nombreux artistes. Elle est connue en France sous le titre Scandale dans la famille.

## Thématique de la chanson
Dans l'adaptation française de la chanson, l'histoire suivante est racontée :
À Trinidad, un homme parle à son père de la femme qu'il envisage d'épouser. Son père lui répond que cette jeune femme est sa fille naturelle, donc sa demi-sœur, et qu'il ne peut donc pas l'épouser.
Deux ans après, l'histoire se répète avec la maîtresse d'école, et dix ans après avec cinquante filles du village d'à côté venues travailler à la plantation.
Écœuré par ce que lui a dit son père, le jeune homme en parle à sa mère. En riant, cette dernière lui révèle que son père biologique n'est pas son père social, et que, par conséquent, toutes ces filles ne sont pas ses sœurs !

## Adaptations
Elle fut d'abord réécrite par Lord Melody qui garda le même refrain, mais changea les couplets. Il existe des versions enregistrées en Jamaïque par Lance Percival, The Blues Busters, Lee Curtis & The All Stars, Peter Tosh...
La chanson fut popularisée dans le monde entier par Shawn Elliott en 1965, puis par Trini Lopez.
Elle fut adaptée en français sous le titre Scandale dans la famille par Maurice Tézé en 1965, interprétée par Dalida, Sacha Distel, Les Surfs, La Compagnie créole, Bernard Ménez ou André Verchuren.
Elle a aussi été adaptée pour Dalida en italien sous le titre Un Grosso Scandalo par Luciano Beretta.
Africando l'a chantée en cha-cha-cha sous le titre Scandalo sur l'album Betece en 2000. Elle fut enfin remise au goût du jour en 2005 par Madness dans l'album "The Dangermen Sessions Vol. 1".